# Megalagrion kauaiense
Megalagrion kauaiense – gatunek ważki z rodziny łątkowatych (Coenagrionidae). Jest endemitem hawajskiej wyspy Kauaʻi.